# Joaquín Suárez de Rondelo
Joaquín Suárez (ur. w 1781 w Canelones, Urugwaj, zm. w 1868 w Montevideo) – urugwajski polityk, prezydent Urugwaju.

## Prezydent Urugwaju
W latach 1843–1852 pełnił obowiązki prezydenta Urugawaju, pozostając najdłużej sprawującym ten urząd w dziejach państwa. Przyczyną tak długiego pozostawania na tym stanowisku była trudna sytuacja w kraju, spowodowana rebelią Manuela Oribe. Zaprojektował flagę Urugwaju. Jego imieniem nazwano jedno z urugwajskich miast. 